# جمعة مول البلاد
جمعة مول البلاد (بالإنجليزية: JEMAAT MOUL BLAD)‏ هي قرية ريفية تابعة لإقليم الخميسات ضمن جهة الرباط سلا زمور زعير بالمغرب. بلغ مجموع عدد سكان جمعة مول البلاد حسب إحصاءات 2004 حوالي 6429 نسمة يعيشون في 1135 أسرة.